# محمدباقر قالیباف در انتخابات ریاست‌جمهوری ایران (۱۳۹۲)

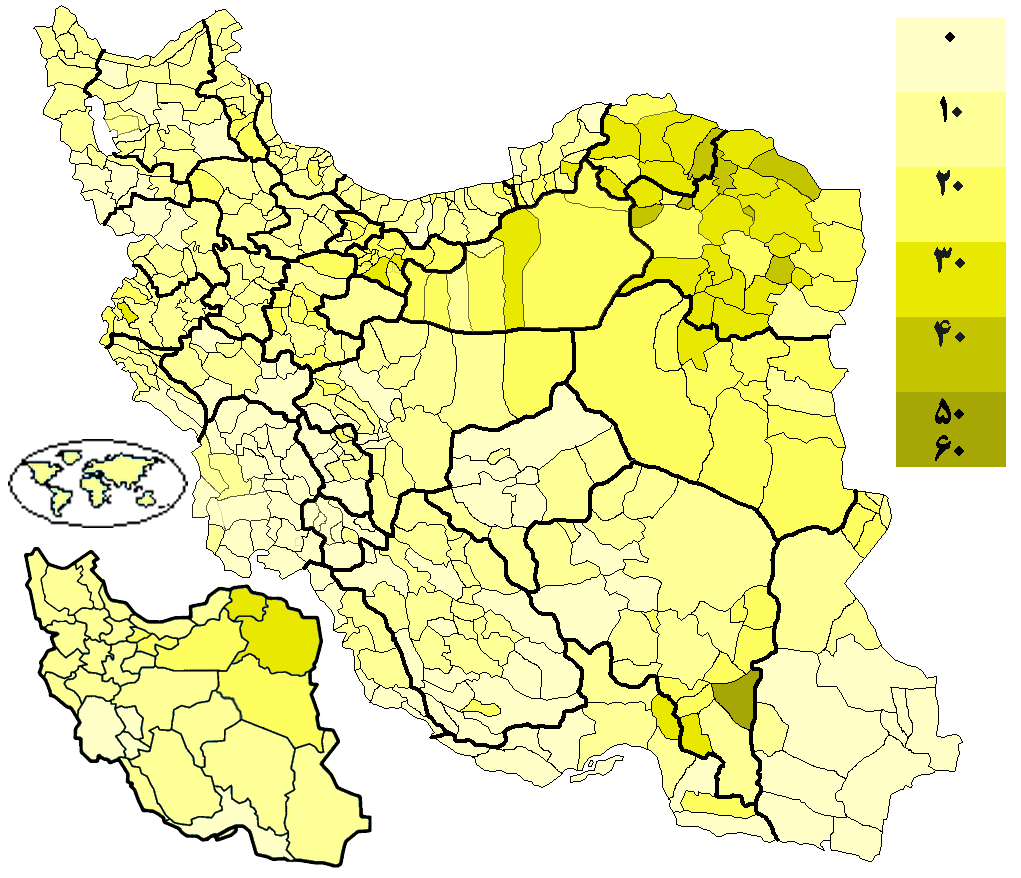
درصد رای قالیباف در انتخابات به تفکیک شهرستان و استان

محمدباقر قالیباف، زاده ۱۳۴۰ در طرقبه، مشهد است. وی دارای دکترای جغرافیای سیاسی است. پیش از این فرمانده قرارگاه سازندگی خاتم‌الانبیا و پس از آن فرمانده ناجا (۱۳۷۹–۱۳۸۴) بود. وی پس از  عدم موفقیت در انتخابات ریاست جمهوری ایران (۱۳۸۴) به سمت شهردار تهران انتخاب شد که تاسال ۱۳۹۶  این سمت را عهده‌دار بود. سوابق:
- فرمانده لشکر پنج نصر خراسان (در ۲۲ سالگی)
- فرمانده قرارگاه سازندگی خاتم‌الانبیا
- فرماندهی نیروی هوایی سپاه پاسداران انقلاب اسلامی
- فرمانده نیروی انتظامی جمهوری اسلامی ایران (۱۳۷۹–۱۳۸۴)

وی نیز یکی از افراد ائتلاف پیشرفت بود اما وی ائتلاف را از بین رفته نامید، همچنین وی از مخالفان سرسخت نامزدیِ هاشمی رفسنجانی برای انتخابات ریاست جمهوری است. همچنین
وی موردِ حمایت تعدادی از نمایندگان مجلس نیز می‌باشد. و انصرافش به نفع جلیلی را رد کردند وی میثاق‌نامه خود را در هنگام ثبت نام برای نامزدی انتخابات ریاست جمهوری منتشر کرد که در آن اعم برنامه‌هایش را تشریح کرده بود.

## نشست‌ها و وعده‌ها

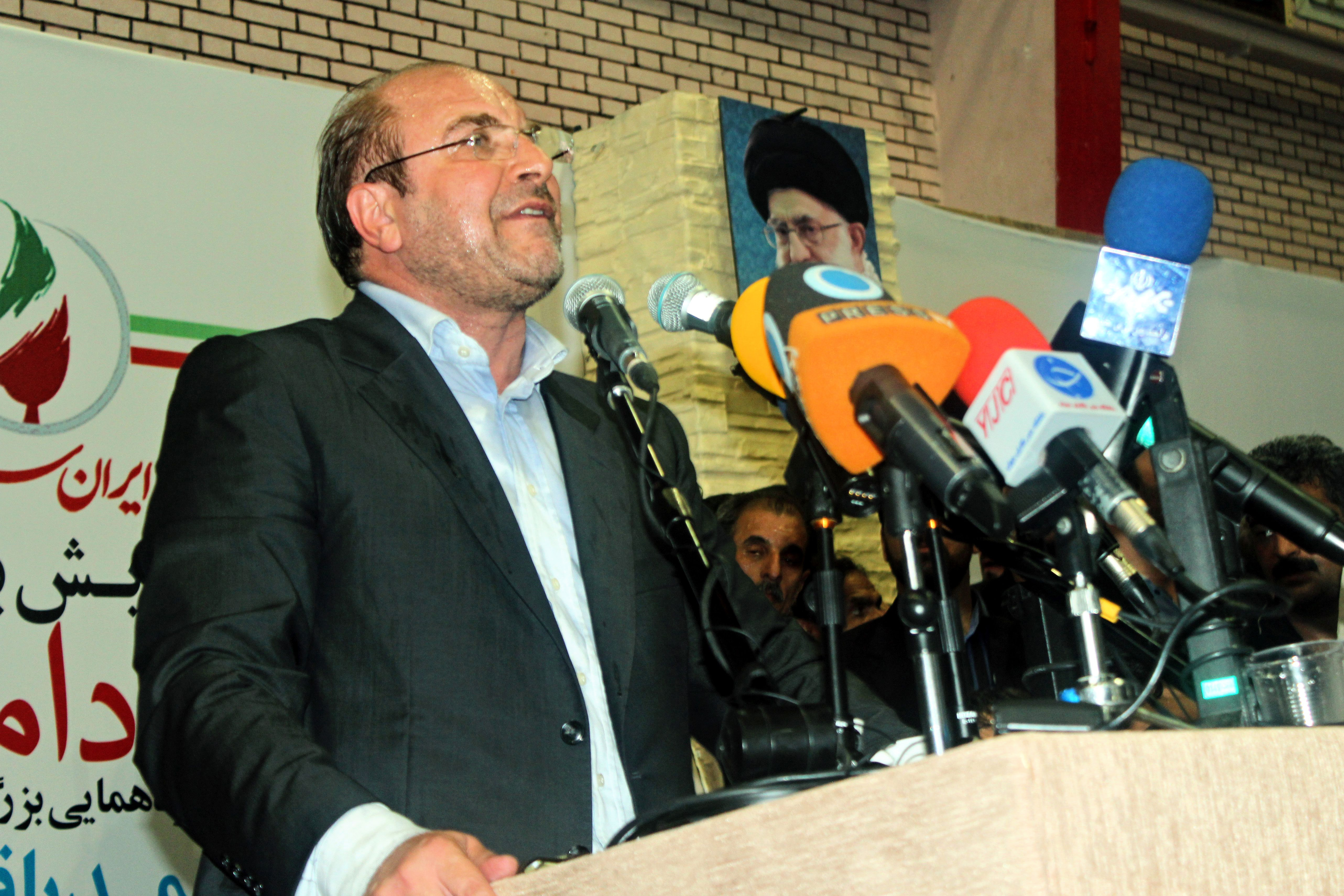
محمدباقر قالیباف در سفر انتخاباتی مشهد تاریخ ۱۹ خرداد ۱۳۹۲

- محمد باقر قالیباف در جمع بیش از دو هزار نفر از مردم بوشهر حضور یافت و به بیان دیدگاه‌های خود در حوزه مدیریت کشور پرداخت. قالیباف گفت:از شما خواهش می‌کنم گذشته بنده را مطالعه کنید چرا که تاکنون هرکجا توفیق خدمت داشتم به کمک ارواح طیبه شهدا و همت شما جوانان وعده‌ای ندادم که نتوانسته باشم به آن عمل کنم. امروز جمعیت حدود ۱۲ میلیونی در تهران حضور دارد. آن‌ها در طول هشت سال گذشته حرف‌ها و قول‌های مرا شنیده‌اند اما حتی در یک مورد نیز خلف وعده نکرده‌ام. وی تأکید کرد: روزی که توفیق خدمت در نیروی انتظامی را داشتم همه مردم اقدامات ما را دیدند. سعی کردیم به آنچه که وظیفه داریم انجام دهیم، هر چند که‌شان مردم ما بیش از اینهاست. امروز نیز با همان کارنامه به شما عرض می‌کنم که این ظرفیت را داریم تا بتوانیم ظرف دو سال آرامش و ثبات را در عرصه‌های مختلف مخصوصاً در عرصه‌های اقتصادی که امروز کمر مردم را شکسته و به خانواده‌ها فشار آورده برگردانیم.[۱۰]
- محمد باقر قالیباف با انتقاد از وضع تحصیل گفت در جامعه امروزی ما متأسفانه ثروت اصالت پیدا کرده و آن‌هایی که توانمندی مالی ندارند، بسیاری از حقوق اجتماعی ابتدایی خود را از دست می‌دهند. متأسفانه نظام آموزشی نیز دچار چنین بحرانی شده و موقعیت‌های تحصیلی مناسب را تنها در اختیار آن‌هایی قرار می‌دهد که توان پرداخت این رقم‌های سنگین و گاه نجومی را دارد؛ و چه ظلمی از این بزرگ‌تر که به فردی بگویند حق درس خواندن نداری، چون بضاعت مالی نداری. نباید تردید داشته باشیم که باز کردن درهای دانشگاه برای دهک‌های پایینی جامعه که از استعداد و توانمندی علمی لازم برخوردارند، مقدمه‌ای خواهد شد برای تزریق یک روح تازه در مسیر علمی و حتی مدیریتی کشور. تاریخ نشان داده که بسیاری از مفاخر ایران از همین طبقات مستضعف جامعه بوده‌اند که درس خوانده و خودی نشان داده‌اند، اما حالا که درهای دانشگاه را به روی این افراد بسته‌ایم، اساس فرصت بروز استعدا را از آن‌ها گرفته‌ایم.[۱۱]
- محمد باقر قالیباف در سفر کرمان گفت:گرفتاری ما از منابع و امکانات و نیروی انسانی نیست ما امروز گرفتار سوء تدبیر وسوء مدیریت هستیم و به جای اینکه دغدغه مسئولان دغدغه مردم باشد در پی حاشیه‌ها و ماجراجویی‌های خود هستند و باید مدیریت را به کسی بسپاریم که برنامه مدون و کارنامه موفقی داشته باشد. حرف‌های احساسی چه مشکلی از مشکلات مردم حل می‌کند، مشکل بیکاری، اعتیاد، فقر و ناامنی به وجود می‌آورد و به آن دامن می‌زند. قالیباف گفت: متأسفانه دو گروه هستند که مشکلاتی برای جامعه ایجاد می‌کنند و باید سعی کنیم که گرفتار این دور گروه نشویم، گروه اول عده‌ای هستند که فقط حرف می‌زنند و این موضوع به اختلافات دامن می‌زند و گروه دوم هم کسانی هستند که کار و تلاش می‌کنند اما این کار و تلاش مطابق با مبانی و تربیت اسلامی نیست.[۱۲]

محمدباقر قالیباف چهار روز پیش از انتخابات در جمع مردم اصفهان گفت: 
 در ۲۴ خرداد مهمترین نکته‌ای که باید مد نظر بگیریم این است که دیگر باید به چنین مدیریت‌های بی‌منطقی پایان دهیم.

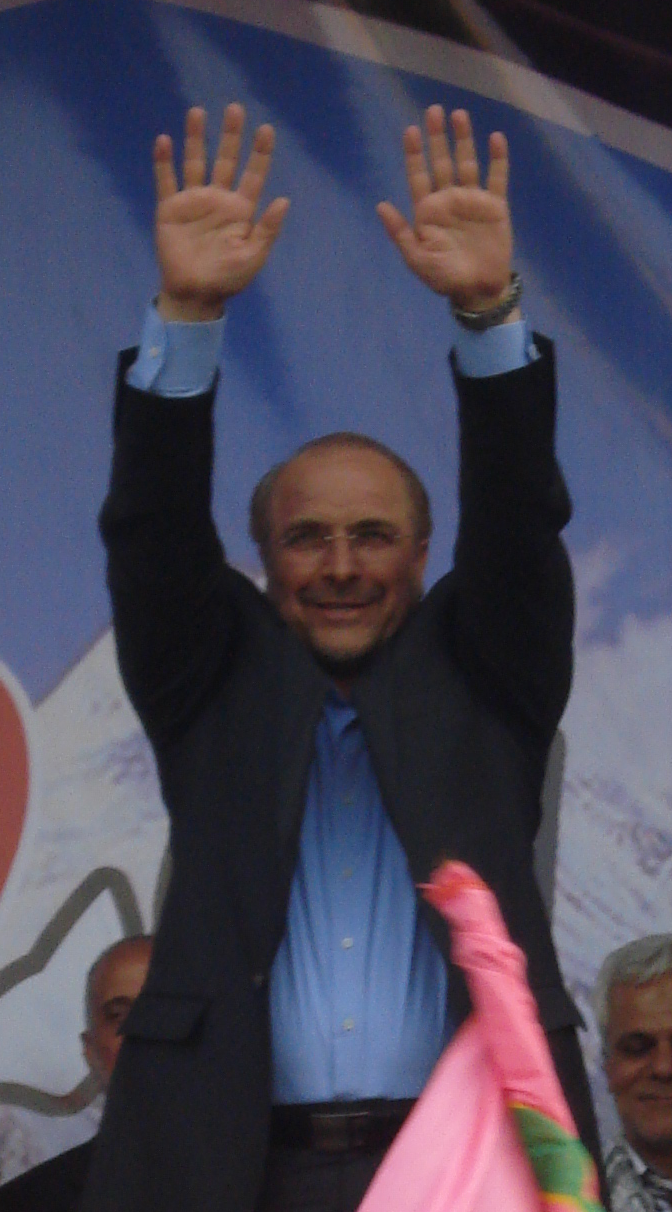
سخنرانی محمدباقر قالیباف در تهران

## رسانه‌های حامی
- سایت‌ها: بیش از پنجاه سایت خبری از جمله پایگاه خبری تحلیلی فردا، پایگاه خبری شفاف، پایگاه خبری فرارو؛[۱۴]
- روزنامه‌ها: همشهری، تهران امروز[۱۵]

## حامیان
- روحانیان: محمدرضا مهدوی کنی[۱۶]
- هنرمندان: مصطفی کمال پورتراب، داود گنجه‌ای، شاهین فرهت، تقی ضرابی، حمیدرضا نوربخش، زیداله طلوعی، حسن ریاحی، مهرداد دلنوازی، آذر هاشمی،محمدعلی لقا، بهناز ذاکری، جمال الدین منبری،[۱۷] داریوش مهرجویی[۱۸]

شهرام ناظری، محمد سریر، هنگامه اخوان و هادی منتظری چندی پس از انتشار اخبار حمایت از قالیباف، این مسئله را تکذیب کردند.
- ورزشکاران: علی پروین، علیرضا دبیر، حمید سوریان، خداداد عزیزی، امیررضا خادم، احسان لشکری، خدیجه آزادپور، علیرضا منصوریان، بهداد سلیمی، محمدرضا طالقانی، محمدرضا خلعتبری، حنیف عمران‌زاده، هادی نوروزی، عسگری محمدیان، حسین اجاقی، میرشاد ماجدی، پریسا فرشیدی، فرشاد پیوس، رضا شاهرودی، مهرداد اولادی، کمیل قاسمی، حسین عبدی، رضا یزدانی، علیرضا نصرآزادانی، علیرضا رضایی، ابراهیم جوادی، حسین ملاقاسمی، ندا زارع و محسن حاجیلو.[۲۰]